# Giản ước dị thường
Giản ước dị thường là một trường hợp đặc biệt của số học, khi thực hiện một quá trình bị lỗi nhưng lại đưa ra kết quả đúng. Như cố gắng giản ước phân số bằng cách gạch bỏ các chữ số giống nhau ở tử số và mẫu số, đó không phải là một phép biến đổi đúng, tuy nhiên trong một vài trường hợp lại trả về kết quả đúng.
Một vài ví dụ về phép giản ước dị thường:
{\displaystyle {\frac {64}{16}}={\frac {(6)4}{1(6)}}={\frac {4}{1}}=4}
{\displaystyle {\frac {26}{65}}={\frac {2(6)}{(6)5}}={\frac {2}{5}}}
{\displaystyle {\frac {98}{49}}={\frac {(9)8}{4(9)}}={\frac {8}{4}}=2.}
32/13 = 2/1  chỉ đúng với hệ cơ số 4.